# 岡本愛彦

森光子と。1960年

岡本愛彦（おかもと よしひこ、1925年10月11日 - 2004年10月24日）は、日本の映画監督、テレビドラマの演出家、ジャーナリスト。

## 人物
1925年10月11日に、日本統治時代の朝鮮または鳥取県で生まれる。陸軍士官学校在学中に敗戦を迎え、1946年には日本社会党へ入党。1950年に慶應義塾大学を卒業し、NHK東京放送局に放送記者・社会報道番組ディレクターとして入局。その後、鳥取・東京・大阪と放送局を転々とし、後にテレビドラマを手掛ける様になる。1957年にNHKを退社して、ラジオ東京（KRT、現・東京放送ホールディングス / TBSテレビ）へ入社する。
黎明期のテレビドラマにおいて、社会性のある作品を中心に活躍した演出家である。特に、1958年の『私は貝になりたい』、1959年の『いろはにほへと』を演出し、何れも芸術祭文部大臣賞（現在の大賞）を受賞した。
1959年に女優の森光子と結婚したが、1963年に離婚した。同年TBSを退社。
1970年の日活の映画『愛の化石』で監督を担当し、1974年の富島健夫原作の映画『青春の海』では監督・製作、および野口溪と脚本を担当した。その後、『告発 在日韓国人政治犯レポート』、『ボク、走りたい!』、『世界人民に告ぐ!』などの、日本における在日朝鮮人をテーマにした映画の監督を担当した。
以降は、大阪経済法科大学教授、明星大学日本文化学部教授を歴任し、映像論・放送論を担当した。晩年には日本ジャーナリスト同盟顧問となる。
2004年10月24日に前立腺癌のため、神戸市の病院で死去。79歳没。

## 主な作品

### テレビ

#### NHK時代
- モダン寄席（脚本：花登筺） - NHK大阪放送局の試験放送番組
- 彼は先輩（1953年9月） - テレビドラマ演出第1作
- 健の犯罪（1954年1月21日、演出助手）
- 追跡（1955年11月26日、大阪スタジオディレクター） - 東京・大阪4元中継。第10回芸術祭大賞受賞作品[5]
- ひょう六とそばの花 狂言様式による（1956年、プロデューサー） - 第11回芸術祭奨励賞受賞作品[6]
- 絵本（1956年12月13日）
- 愛のかたみ（1957年3月4日）

#### KRT → TBS時代
- サンヨーテレビ劇場
  - 失格女房とその良人（1958年1月）
  - 私は貝になりたい（1958年10月31日、脚本：橋本忍） - 第13回芸術祭大賞受賞作品
  - いろはにほへと（1959年11月20日、脚本：橋本忍） - 第14回芸術祭大賞受賞作品
  - ドキュメント・フィルム 日本1960（1960年11月25日、監修：土門拳） - 第15回芸術祭参加作品
- おかあさん
  - 第74回「壁と爪」（1961年4月12日）
  - 第119回「青い家」（1962年1月25日）
- 東芝日曜劇場
  - 露地の奥（1961年7月23日、演出補助、演出：佐分利信）
  - 四つの顔（1962年8月12日）
- 近鉄金曜劇場
  - 日独合作ドラマ 失われた顔（1961年11月10日） - 北ドイツ放送協会との共同制作
  - 毒薬（1963年3月8日、脚本：菊田一夫）
- 花は桜子（1963年4月2日 - 12月24日）

#### フリー時代
- 赤い火を何時か（1963年11月28日、テレビ西日本、脚本：国弘威雄）
- 孤愁の岸 宝暦治水始末記（1964年4月12日、東京12チャンネル） - 東京12チャンネル（現・テレビ東京）開局当日に放送
- ここに泉あり（1964年7月20日 - 7月24日、東京12チャンネル、脚本：田井洋子）
- 剣（日本テレビ）
  - 第27回「首斬り浅右衛門」（1967年10月16日、脚本：橋本忍）
  - 第40回「魔性」（1968年1月15日、脚本：中島丈博・国弘威雄）
- お庭番（日本テレビ）
  - 第9 - 12話「白い宝」（1968年4月29日 - 5月20日）
  - 第21・22話「忍び化粧 前編・後編」（1968年7月22日 - 7月29日）
- 浮世絵 女ねずみ小僧（1971年、フジテレビ）
- 新聞が死んだ日（1980年12月11日、テレビ朝日）

### 映画
- 津軽絶唱（1969年、東宝・東京映画、監督）
- 愛の化石（1970年、日活・石原プロ、監督・脚本）
- 青春の海（1974年、東宝、監督・脚本）
- 告発 在日韓国人政治犯レポート（1975年、統一社プロ、監督・構成）
- ボク、走りたい!（1977年、監督・脚本）
- 世界人民に告ぐ!（1977年、監督・脚本・製作）
- 川越'82 〜新しい連帯の輪を求めて〜（1982年、川越市） - 地方の時代映像祭 第1回自治体部門賞受賞作品

### 司会
- 異議あり!（東京12チャンネル）

### ラジオ
- 日本沈没（1973年、MBSラジオ）

## 著書
- 『テレビタレント入門』アサヒ芸能出版、1960年5月10日。NDLJP:2491024。
  - 『現代テレビ読本 : TVタレント入門』徳間書店、1961年8月1日。NDLJP:2494607。
- 『テレビドラマのすべて : テレビ・テレビ局・テレビドラマ』宝文館出版、1964年6月1日。NDLJP:2502799。
- 『日本人への遺書』未來社、1978年7月5日。NDLJP:11926713。
- テレビよ、驕るなかれ 放送の原点を問う（1983年、麦秋社）
- ジャーナリズムを叱る（1989年、大阪経済法科大学出版部）

## 岡本愛彦を演じた俳優
- 藤木直人（森光子を生きた女 〜日本一愛されたお母さんは、日本一寂しい女だった〜、2014年5月9日、フジテレビ）